# Гаплогруппа N1a1 (Y-ДНК)
Гаплогруппа N1a1 (N-M46/TAT) — Y-хромосомная гаплогруппа, распространённая в северной Евразии. Тип гаплогруппы N1a1-TAT по отцовской линии распространен среди финно-угорских народов. Тип N1a1 встречается особенно на севере России. Является крупнейшим субкладом N1a-F1206/M2013/S11466 гаплогруппы N1-CTS3750/M2183/V2831 мегагаплогруппы N-M231.

## Происхождение
Гаплогруппа N1a1 определяется мутациями M46/Tat и P105. По количеству носителей этот субклад в несколько раз превосходит всю остальную гаплогруппу N. Распространён у чукчей, якутов, бурят, финно-угорских народов.
N-TAT сформировалась 16 000 лет назад. Последний общий предок современных носителей гаплогруппы N1a2a-M128/CTS11409/F1101 жил 11 800 лет назад (даты определены по снипам компанией YFull).
Считается, что N1a1 возникла в Северном Китае 12—8 тыс. лет назад, а затем распространилась в Сибири, где в течение нескольких последующих тысячелетий появились и распространились уральские языки. Вторая волна распространения гаплогруппы N1a1 — с Урала в Северо-Восточную Европу — по всей видимости, была связана с распространением в этом регионе финно-угорских языков. Учёные рассматривают вероятность, что с распространением N1a1 может быть связан сейминско-турбинский феномен. Есть вероятность, что этот феномен — то есть распространение технологий обработки металла, мог быть связан с миграциями носителей Y-хромосомных линий N1a1.

## Распределение

### Европа
Её частота достигает 64,3 % у финнов и около 40 % у латышей и литовцев. В северных русских популяциях встречаемость этой гаплогруппы также довольно высока (около 30 %), максимальное значение выявлено у населения Лешуконского района Архангельской области (46 %, выборка «Мезень»). Кроме того, разнообразие N1a1 в Северной Европе выше Шаблон:Чем где?, что говорит о том, что она длительное время присутствовала в этом регионе. У волго-уральских татар её процент составляет 13,6 %, у мордвы — 16,9 %, у чувашей — 17,7 %. У эстонцев — 30,6 %, марийцев — 31,5 %, коми — 22,3 %. Субклад N1a1a1a1a1a-CTS2929 достигает у эстонцев 28 %, у финнов — 22 %.

### Азия
Среди сибиряков гаплогруппа N1a1 обнаружена у нанайцев рода самар (84 %). У якутов N1a1 достигает 80 %, при этом разнообразие N1a1 у них невелико, что свидетельствует о прохождении популяции через бутылочное горлышко или об эффекте основателя. N1a1 является мажоритарной у казахского рода уак (64 %). У чукчей она встречается у 50 % населения (субклад N1a1-B202 или N3a5b). У бурят N1a1 достигает 48 %, являясь самой распространённой гаплогруппой — у восточных бурят до 78 %. Эта гаплогруппа была также выявлена у 2,4 % корейцев Сеула и у 1,4 % японцев префектуры Токусима, у 13, 13, и 29 % российских славянских групп Курской, Тверской и Архангельской областей соответственно. У белорусов частота гаплогруппы N1c составляет от 8 % на юге до 15 % на севере.
Наличие Y-хромосомной гаплогруппы N1a2b1b1-B478 у северных и южных алтайцев связано с местными аборигенами-самодийцами, которые проживали на этих территориях до прихода тюркоязычных и монголоязычных племён.

## Филогенетика
Филогенетическое дерево гаплогруппы N1a1:
- N1a1 (M46/Page70/Tat)
  - N1a1a (M178)
    - N1a1a1a1a1a1a-L550 (N1c1a1a1a или N1c1d1) Прибалтика и Скандинавия
      - N1a1a1a1a1a1a1-L1025 Почти исключительно у ныне балтских народов и на территориях их миграций

    - N1a1a1a1a1a2-CTS9976 Характерна для потомков «чуди», часто встречается на Русском Севере и в Финляндии
    - N1a1a1a1a2a1a-Z1935 Наиболее характерная гаплогруппа для финнов и карелов
    - N1a1a1a1a2a1c1~-L1034 Найдена у венгров, кошсинских и усерганских башкир, и связана с угорскими миграциями[22]

Показано, что два кластера гаплогруппы N1a1 (N1c), распространённых в Сибири и Северной Европе, имеют различную историю. Кластер N1a1a-M178 возник в Южной Сибири. Более молодой кластер N1a1a1a-L708/Z1951 возник, скорее всего, в районе Байкала.
Субклад N1a1a1a1a1a1a1-L1025 сформировался уже в юго-восточной части Прибалтики около 3 000 лет назад, ныне её представители почти полностью балтизированы.

## Палеогенетика
- N1a1a1a-L708*[24] определили у образца brn008 (7461—7324 л. н.) из неолитического погребения 1 могильника «Ивестковая-1» в Забайкалье (долина реки Куэнга). N1a1a1a-L708 определили у образца brn003 (7500—6500 л. н.) с ручья Кадалинка (приток Кенона, в черте Читы)[25].
- N1a1a1a1a-L392/M2126>M2126*[26] определили у образца brn003 (6640—6469 л. н.) из Забайкалья[25].
- В 2016 году при анализе 17 образцов из культуры Сюэшань возрастом 3600—2900 лет до н. э., все оказались носителями Y-ДНК N, 41 % из них — N1c[27].
- N1a обнаружена у обитателя верховий Западной Двины: у представителя жижицкой археологической культуры позднего неолита (Сертея II, предположительно сер. III тыс. до н. э., нет радиоуглеродный даты)[28].
- N1a1a1a1a-L392/L1026[29] определили у образца kra001 (2295—2140 лет до н. э.), из Красноярского края (LN/EBA), один из самых ранних зарегистрированных образцов гаплогруппы N1a1a1a1a-L392, базальный и к линии N1a1a1a1a1-L4339>N1a1a1a1a1a-VL29, и к линии N1a1a1a1a2-Z1936 (N3a4). На графике основных компонент (PCA) kra001 (RUS_Krasnoyarsk_BA) расположен близко к нганасанам, юкагирам и эвенам[25].
- N1a1a1a1a-L392/Z1979>Z1979* определили у образца N4b2 (4348—4091 л. н.) из Якутии[30][25].
- N1a1a1a1a-L392 или N3a3′5 определили у образцов BOO002 и BOO004 (ок. 3500 л. н.) с Оленеостровского могильника в Мурманской области (остров Большой Олений, Кольский залив)[31].
- N1a1a1a-L708 определили у образца 16184 эпохи бронзового века Франции (France_BA_GalloRoman, 3350 л. н.)[32].
- Древнейший для Эстонии образец N1a (субклад N1a1a1a1a-L1026/Z1973, L392 или N3a3′5) из железного века Эстонии (EstIA) датируется 770—430 гг. до нашей эры[33].
- N1a1a1a1a1a1a-L550 определили у представителя латенской культуры I20509 из Чехии (2250 л. н., Czech_IA_LaTene, Central Bohemia, Prague 5, Prague-Jinonice (Holmanʼs Garden Centre)[32].
- N1a1a1a1a2 определили у образца железного века NEO538 (погр. 16, 980-203 лет до н. э., мтДНК: U5a1d2b) из могильника Минино I (Минино, Вологодская область)[34].
- N1a1-L550>Y4341>Y4338>N1а1а1а1а1а1а7а-Y4339 (ISOGG2019) определили у образца ful001 (314 год, Pre-Viking, мтДНК: U4c1) из Фуллерë (Fullerö) в Швеции (Уппсала)[35].
- N1a определили у представителя культуры длинных курганов (VIII—X века)[28].
- N1a1a1a1a2-Z1936 (ISOGG v15.73) определили у 37,5 % венгров периода завоевания Паннонии. У современных венгров N1a1 встречается редко (1-2 %)[36][37]. У некоторых венгров-завоевателей определили нижестоящий субклад N1a1-F4205[38].
- N1a1a1a1a1-L4339* обнаружен у образца 84001 (ERS2540883, cemetery 1, Nunnan) из Сигтуны (X—XII века)[39][40].
- N1a1a1a1a4a1-M1993>N-M1991*[41] определили у образца Yana_young с Янской стоянки (766 л. н., конец XII века)[42].
- N1a1-M46>L1026 (по NevGen) определили у мужчины из Рубленого города в Ярославле (массовое захоронение № 76, 1238 год)[43].
- N1a1a1a1a1a1a7a (N1a1-L550>Y4339>VL11) определили у сына Александра Невского — князя владимирского Дмитрия Александровича (XIII век, Спасо-Преображенский собор, Переславль-Залесский)[44][45][46].
- N1a1a1a2b (B181) определили у мужчины из Тольёнского могильника (1440 л. н.) поломской археологической культуры (Удмуртия)[47].